# Ой сивая та і зозуленька
«Ой сивая та і зозуленька» —  українська щедрівка. 
Колядки і щедрівки вирізняються серед інших обрядових пісень передусім тим, що астральні символи посідають в них чільне місце серед інших символів. Микола Сумцов зазначав, що завдання колядок полягає «переважно у прославленні сил і явищ природи. Головну роль у них відіграє сонце… У колядках землеробство залежить від сонця і дощу» . Аналогічну думку згодом висловив і Михайло Грушевський, зазначаючи, що мотиви гостювання сонця, місяця, дощу (варіант — зорі) у світлиці господаря мають спільне походження, що і «світове дерево». Згодом їх заступили християнські образи – «три святителя» або «три празника». (Пор. «Добрий вечір тобі, пане господарю», «Ой там на горі церкву будують»).
У піснях зимового циклу поєднання небесних світил дослідники пояснюють як «космічні міфоознаки шлюбного мотиву», чи, як висловився О. Потебня, «шлюб Сонця й Місяця». У піснях із таким мотивом Сонце і Місяць оспівуються як небесна шлюбна пара. А зорі народна символіка кваліфікувала як дітей сонця і місяця . Щедрувальники, порівнюючи з ними господаря і його родину, ніби поширювали на людей небесну благодать і сповіщали про прихід весни. Принаймні, так було до кінця 15 століття, коли Новий рік наступав в кінці березня, а щедрівки відносились до веснянок або пісень весняного циклу.
Інший символ щедрівки — зозуля. Існує повір’я, що вона віщує прихід весни і має ключі від вирію, а отже пов’язана зі світовим деревом. За народними віруваннями, зозуля може накувати людині довголіття. 

## Текст
Ой сивая та і зозуленька
Приспів:
 Щедрий вечір добрий вечір!
 Добрим людям на здоров’[я]!
 Усі сади та і облітала.
 А в одному та і не бувала.
 А в тім саду три церковці.
 В тій церковці три віконця.
 У першому — ясен місяць.
 У другому — красне сонце.
 У третьому — дрібні зірки.
 Ясен місяць — пан господар.
 Красне сонце — жона його.
 Дрібні зірки — його дітки.